# Пентафторид-оксид иода
Пентафторид-оксид иода — неорганическое соединение, оксосоль иода и плавиковой кислоты с формулой IOF5, бесцветная жидкость.

## Получение
- Реакция гептафторида иода с водой[1]:

{\displaystyle {\mathsf {IF_{7}+H_{2}O\ {\xrightarrow {}}\ IOF_{5}+2HF}}}
- Реакция гептафторида иода с диоксидом кремния:

{\displaystyle {\mathsf {2IF_{7}+SiO_{2}\ \xrightarrow {} \ 2IOF_{5}+SiF_{4}}}}

## Физические свойства
Молекула IOF5 представляет собой искажённый октаэдр O=I(F4)-F. Точечная группа симметрии C4v. Угол O-I-Fэкв., согласно расчётным данным, равен 97,2°.